# 우치코시 다이키
우치코시 다이키(일본어: 打越 大樹, 1996년 5월 22일~)는 일본의 축구 선수이다.

## 구단 경력
그는 2019년 J3리그의 기라반츠 기타큐슈에 입단했다.